# Pfundmühle
Pfundmühle (auch Pfändmühle) ist eine Einöde in der Gemarkung des Kleinlangheimer Gemeindeteils Atzhausen im unterfränkischen Landkreis Kitzingen.

## Geografische Lage
Die Pfundmühle liegt im Norden des Kleinlangheimer Gemeindegebiets am Castellbachzufluss Sambach. Nördlich beginnt das Gemeindegebiet von Wiesentheid, die Gemarkung des Ortsteils Reupelsdorf mit dem Michelheidewald liegt der Mühle am nächsten. Östlich erstreckt sich ebenfalls eine Teilgemarkung von Wiesentheid. Hier liegt die zu Feuerbach gehörende Untere Papiermühle. Im Süden, getrennt durch die Bundesautobahn 3/Europastraße 45, liegt der Hauptort Kleinlangheim. Der Westen wird von Atzhausen eingenommen. Die Pfundmühle ist mit Atzhausen über die Staatsstraße 2421 verbunden, die im Ort als Feuerbacher Straße verläuft. Durch den Gemeindeteil fließt der Sambach, dessen Wasser der historischen Mühle als Antrieb diente. Sein Lauf ist heute als Biotop unter Schutz gestellt. 

## Geschichte
Die Pfundmühle bildete lange Zeit die Gemeindemühle für das Dorf Atzhausen und vollzog die Herrschaftswechsel des Dorfes ebenfalls mit. Zum ersten Mal wurde die Vogtei 1230 genannt. Graf Rupert II. zu Castell erhielt sie als Lehen vom Hochstift Würzburg. Castell’sche Lehen hatten die Ritter von Dettelbach im 14. Jahrhundert im Ort inne. Auch die Zollner von der Hallburg übertrugen 1447 ihr halbes Dorf Atzhausen mitsamt dem Zoll den Grafen Castell. Graf Wilhelm II. verkaufte es 1448 wieder, behielt jedoch die Vogtei. Um 1530 nahmen die Bewohner den lutherischen Glauben an, kehrten aber unter der Dorfherrschaft der Dernbach wieder zum Katholizismus zurück. Zu Beginn des 18. Jahrhunderts war die Pfundmühle Teil der Herrschaft Wiesentheid der Grafen von Schönborn.
Zwischen dem 24. September 1806 und dem 23. September 1810 wurde die Pfundmühle Teil des Gräflich Castellschen Amtes und Herrschaftsgerichts Rüdenhausen. Diese Institutionen wurden 1810 zum Patrimonialgericht der Grafen umgewandelt, das seinen Sitz ebenfalls in Rüdenhausen hatte. Zwischen 1813 und 1814 gehörte die Mühle zum Mediatgericht der Grafschaft Castell. Bis zum 14. Februar 1821 firmierte die zugehörige Verwaltungseinheit unter dem Titel Herrschaftsgericht Rüdenhausen und lag im bayerischen Rezatkreis. Anschließend gehörte die Mühle bis zum 30. September 1848 in den Zuständigkeitsbereich des Herrschaftsgerichts I. Klasse Rüdenhausen. Anschließend erfolgte der Zusammenschluss mit Atzhausen. Als Teil des Dorfes wurde die Mühle am 1. Juli 1972 im Zuge der Gemeindegebietsreform in Bayern nach Kleinlangheim eingemeindet.